# ハクウンボク
ハクウンボク（白雲木、学名: Styrax obassia ）はエゴノキ科エゴノキ属の落葉小高木。別名、オオバヂシャ、オオバジシャ。

## 名称
和名「ハクウンボク」（白雲木）は、白い花が美しく群がって咲く様子を白雲に見立てたことに由来する。

## 分布と生育環境
日本、朝鮮半島、中国に分布する。日本では、北海道、本州、四国、九州に分布する。山地にふつうに見られ、落葉樹林に生育する。

## 特徴
落葉広葉樹の高木で、樹高は6 - 15メートル (m) に達する。

樹皮は灰白色から暗灰褐色で、はじめは滑らかであるが古くなると縦に浅く裂け目が入る。枝は、新枝では緑色で細かい星状毛が生えるが、2年枝になると表皮が縦に割れ、はがれ落ちると暗褐紫色になる。
葉は互生し、葉身は長さ10 - 25センチメートル (cm) 、幅6 - 20 cmと大型になり、円形状楕円形、倒卵形から広倒卵形で、先端は短く尾状にとがり、基部は円形または広いくさび形になり、縁には先端がとがった微細な歯牙状の鋸歯がある。葉の裏面には星状毛が密生し、灰白色になる。葉柄は長さ1 - 2 cmになる。秋は黄葉する。黄色一色に染まった葉のほか、葉脈に沿って緑色が残っていたり、葉縁にそって褐色がかるなど多彩な模様が見られる。落葉した葉はすぐに乾燥して丸まって縮れる。
花期は5 - 6月で、花がよく目立つ。本年枝の先に、長さ10 - 20 cmになる総状花序をだして垂れ下がり、白色の花を20個ほど下向きにつける。花柄は長さ7 - 10ミリメートル (mm) ある。萼はコップ状になり、縁に5歯があり、星状毛が密生する。花冠は直径20 mmほどで5深裂し、花冠裂片は花冠筒部より長い。雄蕊は10個あり、花冠筒部に着生し、花糸は無毛。花柱は1個あり、雄蕊より長く、花冠よりは短い。
果期は9月ごろ。果実は蒴果で直径1.4 - 1.7 cmの楕円状球形になり、先端はややとがり、果実の表皮に星状毛が密生する。種子は1個あり、熟すと果皮が縦に裂け、褐色になった種子とともに果実が落ち、杯状の萼が残る。
冬芽は葉柄の基部に包まれる葉柄内芽で、落葉すると黄褐色の毛に覆われた裸芽が見える。枝先に仮頂芽をつけ、枝に側芽が互生する。冬芽は仮頂芽も側芽も、ともに副芽を下につける。葉痕はO字形で冬芽を取り囲み、維管束痕が多数並ぶ。
- 花。房状に下を向いて多数咲く。
- 樹皮。古くなると縦に浅く裂ける。
- 葉。円形に近い楕円形で大きい。

## 利用
植栽用途として、庭木、公園木とされ、寺院などによく植栽される。花は茶花に使われる。また、材は器具材、くり物、ろくろ細工、将棋の駒、マッチの軸などに利用され、種子からはハクウンボク油をとる。